# Shinile-Zone
Die Shinile-Zone ist die nördlichste Verwaltungszone der Somali-Region in Äthiopien. Laut Volkszählung von 2007 hatte sie 456.434 Einwohner, von denen 64.122 in städtischen Gebieten lebten.

## Geographie
Die Zone ist in die sechs Woredas Afdem, Mieso, Ayisha, Erer, Dembel und Shinile eingeteilt. Bis auf Dembel liegen sämtliche Woreda-Hauptorte – Afdem, Mieso, Ayisha, Erer und Shinile – an der Bahnstrecke von Addis Abeba über Dire Dawa nach Dschibuti. Weitere größere Orte sind Dewele, Smekeb, Harmukale, Arebi, Adigale, Asibuli, Hurso und Bike.
Shinile liegt im Tiefland nördlich des Berglandes von Harar und ist damit Teil der Afar-Tiefebene. Das Gebiet sinkt von bis zu 1350 m Höhe im Süden auf etwa 950 m im Norden. Wasserläufe verlaufen von Süden nach Norden, wobei sie nur in den Regenzeiten die trockenen nördlichen Ebenen erreichen. Das Gebiet ist arid bis semi-arid.

## Bevölkerung
1997 waren von 354.053 Einwohnern 96,27 % Somali, 2,57 % Oromo und 0,77 % Amharen. Die meisten Somali gehören dem Clan der Issa-Dir an, daneben leben in Shinile auch Gurgura und Gadabursi (die ebenfalls zu den Dir gehören) und Hawiya.
96,29 % der Bevölkerung sprachen 1997 Somali als Muttersprache, 2,37 % Oromo und 1,16 % Amharisch. 6,27 % sprachen eine Zweitsprache: 3,16 % beherrschten zusätzlich Oromo, 1,6 % Amharisch und 0,56 % Somali. Von den über zehn Jahre alten Einwohnern konnten 4,89 % lesen und schreiben.

## Wirtschaft
Wichtigste Lebensgrundlagen sind Viehhaltung sowie etwas Ackerbau (Agropastoralismus). 75–85 % der Bevölkerung – insbesondere die Issa – sind Viehzüchter, die vor allem Schafe und Rinder halten, in weniger ergiebigen Gebieten Kamele und Ziegen. Auch Haushalte, die keine Kamelherde besitzen, halten zumindest ein Kamel als Lasttier. In der Trockenzeit verbleiben Schafe und milchproduzierende Tiere in der Nähe der Dörfer, während Kamele, Rinder und Ziegen in andere Weidegebiete geführt werden. Die Viehzüchter ernähren sich zu einem großen Teil von der Milch und daraus hergestelltem Ghee, zudem verkaufen sie Vieh und erwerben dafür vor allem Sorghum und Zucker.
Von den Gurgura, Gadabursi und Hawiya lebt heute die Mehrheit als Agropastoralisten. Sie bauen im Süden der Zone, im hügeligen Gebiet am Fuße des Hochlandes, Sorghum sowie Mais an und halten vor allem Rinder. Insgesamt sind 15–25 % der Einwohner der Shinile-Zone Agropastoralisten. Diese Lebensweise hat in der Woreda Dembel bereits ab etwa 1965 Einzug gehalten, in anderen Gebieten haben Viehzüchter vor allem Anfang der 1990er Jahre damit begonnen, auch Ackerbau zu betreiben. Damit konnten sie ihre Viehherden verkleinern und sich den immer wieder auftretenden Dürren besser anpassen. Der Übergang zum Agropastoralismus wurde auch vom äthiopischen Staat gefördert. Zudem wollten die Somali damit Oromo-Bauern aus dem Hochland zuvorkommen, die sich vermehrt in das Tiefland begaben, um dort von den Somali beanspruchtes Land zu bebauen.
Nach Schätzungen der Zentralen Statistikagentur von 2003, die auf Luftaufnahmen basieren, gab es in der Zone rund 200.000 Rinder, 670.000 Schafe, 850.000 Ziegen und 100.000 Kamele. Dürre stellt immer wieder ein Problem dar, so starben 2000 und 2002 jeweils 40 % beziehungsweise 37 % des Viehbestandes. Vor allem zwischen den Issa und den Afar kommt es zu Konflikten um knappes Wasser und Land. 1997 konnten von den über 10 Jahre alten Einwohnern 3,4 % lesen.